# Мальяно-де-Марси
Мальяно-де-Марси (итал. Magliano de' Marsi) — коммуна в Италии, располагается в регионе Абруццо, в провинции Л’Акуила.
Население составляет 3829 человек (2008 г.), плотность населения составляет 56 чел./км². Занимает площадь 68 км². Почтовый индекс — 67062. Телефонный код — 0863.
Покровительницей коммуны почитается святая Луция, празднование 13 декабря.

## Демография
Динамика населения:

## Администрация коммуны
- Официальный сайт: http://www.comune.maglianodemarsi.aq.it/